# Papa Bento VII
Bento VII (Roma (talvez em 930) - 10 de julho de 983), conde de Túsculo e bispo de Sutri, foi eleito em outubro de 974 como 135º Papa. Sucedeu Bento VI que tinha sido assassinado numa revolta provocada por Crescentius I, um nobre romano, e que logo guindou ao trono Francone, que se intitulou "Bonifácio VII" – alguns especulam que ele esteve envolvido com o assassinato, pois era financiado pelo conde Crescentius e adversário de Otão II, imperador do Sacro Império Romano-Germânico.
Benedito VII foi escolhido por Otão II, tornando-se papa quando o conde Sicco, um representante de Otão vetou a eleição de Bonifácio, em 974, e numa operação militar expulsou-o de Roma.
O antipapa fugiu com alguns partidários para Constantinopla levando parte do tesouro papal. Na capital imperial, Bonifácio conseguiu o apoio de Basílio II Bulgaróctono, o imperador bizantino, que derrubou dois patriarcas por apoiarem Bento na disputa (Basílio I e Antônio III Estudita). Quatro anos mais tarde Bonifácio retornou usurpando o trono de Bento VII, que foi aprisionado no Castelo de Santo Ângelo e precisou novamente da ajuda de Otão para reassumir o trono papal.
Otão outorgou-lhe privilégios para a Mogúncia e Tréveris, nomeou um bispo para Praga e fechou o episcopado de Mersebourg. Combateu os abusos e a ignorância que reinavam na Itália e no mundo cristão e também firmemente a simonia, ou seja, o tráfico de objetos sagrados: sacramentos, dignidades, benefícios eclesiásticos. Em 981 redigiu uma encíclica. Colaborou nas reformas da Igreja em conjunto com as ordens monásticas, fundou um monastério no Monte Aventino. O restante de seu pontificado até a sua morte em 983 foi pacífico. Enviou ajuda à Cartago, quando houve fome naquela cidade. Morreu em 10 de julho de 983, em Roma, e foi sucedido por João XIV (983-984), que era bispo de Pávia também apontado por Otão II.